# Bataille de Tallet al-Hamra
Guerre civile syrienne
Conflit au Liban
Batailles
- Sidon
- Aïn el-Jaouzé
- Ras al-Maara
- Aarsal
- Tallet al-Hamra
- Jouroud Aarsal
- Qaa et Ras Baalbeck

La bataille de Tallet al-Hamra a lieu le 23 janvier 2015 lors du conflit libanais de 2011-2017.

## Déroulement
Le matin du 23 janvier 2015, des djihadistes de l'État islamique et du Front al-Nosra venus du Qalamoun, en Syrie, lancent une attaque contre un poste militaire de l'armée libanaise à Tallit el-Hamra, à cinq kilomètres de la petite ville à majorité chrétienne de Ras Baalbeck (en),,. Les djihadistes attaquent avec au moins 200 combattants, dont de nombreux tireurs embusqués,,,,.
L'attaque débute par un assaut contre un des avant-postes de l'armée. Dès le déclenchement des combats, le commandement libanais perd le contact avec les cinq ou neuf hommes qui en assurent la défense.
L'armée libanaise n'est cependant pas surprise comme elle l'avait été lors de la bataille d'Aarsal en août 2014. Redoutant de nouvelles attaques, elle a depuis fait déployer plusieurs milliers de soldats dans la région de Ras Baalbeck et fait construire une douzaine de miradors avec l'aide d'experts britanniques. L'armée libanaise lance alors sa contre-attaque en mobilisant des chars, de l'artillerie lourde, des hélicoptères et forces aériennes,. Les affrontements les plus intenses ont lieu entre 14 heures et 16 heures.
Vers 17 heures, après avoir reçu en renfort des forces héliportées, les troupes libanaises parviennent à repousser les assaillants,. La colline de Tallet al-Hamra est reprise,. Sur les cinq ou neuf hommes qui défendaient l'avant-poste, trois sont morts mais les autres sont secourus. 
Les combats se poursuivent ensuite dans le Jouroud,. Les passes empruntées par les fuyards sont bombardées à l'artillerie lourde,. L'armée reprend aussi le contrôle de collines avoisinantes ayant également été le terrain d'affrontements, comme celle d'Oum Khaled,.
Dans la soirée, des renforts importants de la 4e brigade d'intervention arrivent à Ras Baalbeck,. Les combats s'achèvent après avoir duré 16 heures.

## Pertes
L'armée libanaise affirme déplorer la mort de huit militaires, dont un lieutenant,,. L'Orient-Le Jour fait également état d'au moins 14 soldats blessés qui sont transportés dans les hôpitaux de Ras Baalbeck et de Hermel. Le The Daily Star (en) affirme pour sa part que 22 soldats ont été blessés
Les djihadistes auraient eu près de trente hommes mis hors de combat selon L'Orient-Le Jour,. Pour le Daily Star, les djihadistes ont perdu plus de 40 hommes, principalement dans les frappes aériennes. Les dépouilles de six djihadistes sont transportées dans un hôpital de la Békaa-ouest selon l'Agence nationale d'information (ANI). Des chefs militaires du Front al-Nosra et de l'État islamique figurent parmi les corps récupérés par l'armée. Selon l'ANI, au moins cinq véhicules du Front al-Nosra ont également été détruits. 
Il s'agit alors des combats les plus violents au Liban depuis la bataille d'Aarsal en août 2014,.

## Réactions
L'action de l'armée libanaise est par la suite saluée par le Courant du futur et le Hezbollah,.